# Circuit d'Opatija
Le circuit d'Opatija est un ancien circuit temporaire de sports mécaniques situé à Opatija, en Croatie. Son tracé empruntait deux routes locales qui étaient situées sur une corniche à proximité de la mer Adriatique, souvent comparé au circuit de Monaco. Il accueille de 1969 à 1977 excepté en 1971 le Championnat du monde de vitesse, appelé Grand Prix moto de Yougoslavie.
Auparavant, il accueillait depuis 1946 des courses moto, mais elles ne comptaient pas pour le championnat du monde. Il accueillait également de 1964 à 1968 la Formule 3. Lors du Grand Prix moto de Yougoslavie 1977, deux concurrents trouvent la mort et le circuit est déclaré obsolète par la FIM,. Depuis, le circuit n'est plus utilisé et sert de voie de circulation normale.

## Description
Le circuit, de sens horaire, possède un développement de 5 994 m et présente 14 virages, 7 à gauche et 7 également à droite. Il commence par une courte ligne droite de départ qui précède une succession de virages à gauche. Vient ensuite une épingle, qui amène une portion de virages rapides. Les concurrents s'engage alors dans une longue pleine charge, quasiment en ligne droite, qui conduit à une seconde épingle. Enfin, une ligne droite et une autre succession de virages rapides terminent le tracé. À noter qu’une partie du tracé traverse une zone boisé, et que la partie basse du circuit est très proche de la mer.

## Palmarès

### De 1960 à 1968 (hors championnat du monde)
(fond coloré = courses incluses dans le championnat d'Europe)
| Édition | Année | Position | Vainqueur                                |  |
| ------- | ----- | -------- | ---------------------------------------- |  |
| 1       | 1960  | 125 cm3  | Hans Fischer (MZ)                        |  |
| 1       | 1960  | 250 cm3  | Werner Musiol (MZ)                       |  |
| 1       | 1960  | 350 cm3  | Hans Pesl (Norton)                       |  |
| 1       | 1960  | 500 cm3  | Rudolf Gläser (Norton)                   |  |
| 1       | 1960  | Side-car | Jo Rogliardo/ Marcel Godillot (BMW)      |  |
|         |       |          |                                          |  |
| 2       | 1961  |          |                                          |  |
| 2       | 1961  | 50 cm3   | Hans Georg Anscheidt (Kreidler)          |  |
| 2       | 1961  | 125 cm3  | Werner Musiol (MZ)                       |  |
| 2       | 1961  | 250 cm3  | Silvio Grassetti (Benelli)               |  |
| 2       | 1961  | 350 cm3  | Silvio Grassetti (Benelli)               |  |
| 2       | 1961  | 500 cm3  | Ron Miles (Norton)                       |  |
| 2       | 1961  | Side-car | Fritz Scheidegger/ Horst Burkhardt (BMW) |  |
|         |       |          |                                          |  |
| 3       | 1962  | 50 cm3   | Rajko Piciga (Tomos)                     |  |
| 3       | 1962  | 125 cm3  | László Szabó (MZ)                        |  |
| 3       | 1962  | 175 cm3  | Karel Bojer (ČZ)                         |  |
| 3       | 1962  | 250 cm3  | František Šťastný (Jawa)                 |  |
| 3       | 1962  | 350 cm3  | František Šťastný (Jawa)                 |  |
| 3       | 1962  | 500 cm3  | František Šťastný (Jawa)                 |  |
| 3       | 1962  | Side-car | August Rohsiepe/ Lothar Böttcher (BMW)   |  |
|         |       |          |                                          |  |
| 4       | 1963  | 50 cm3   | Peter Eser (Honda)                       |  |
| 4       | 1963  | 125 cm3  | Sven-Olof Gunnarsson (Honda)             |  |
| 4       | 1963  | 250 cm3  | Pavel Slavíček (Jawa)                    |  |
| 4       | 1963  | 350 cm3  | Pavel Slavíček (Jawa)                    |  |
| 4       | 1963  | 500 cm3  | Sven-Olof Gunnarsson (Norton)            |  |
|         |       |          |                                          |  |
| 5       | 1964  | 50 cm3   | Janko-Florijan Štefe (Tomos)             |  |
| 5       | 1964  | 125 cm3  | Friedhelm Kohlar (MZ)                    |  |
| 5       | 1964  | 250 cm3  | Morrie Low (Bultaco)                     |  |
| 5       | 1964  | 350 cm3  | František Srna (Jawa)                    |  |
| 5       | 1964  | 500 cm3  | Morrie Low (Norton)                      |  |
|         |       |          |                                          |  |
| 6       | 1965  | 50 cm3   | Hans Georg Anscheidt (Kreidler)          |  |
| 6       | 1965  | 125 cm3  | Karel Bojer (ČZ)                         |  |
| 6       | 1965  | 250 cm3  | Gilberto Parlotti (Moto Morini)          |  |
| 6       | 1965  | 350 cm3  | Nikolaj Sevast'ânov (CKEB)               |  |
| 6       | 1965  | 500 cm3  | Agne Carlsson (Matchless)                |  |
|         |       |          |                                          |  |
| 7       | 1966  | 50 cm3   | Rudolf Kunz (Kreidler)                   |  |
| 7       | 1966  | 125 cm3  | Hartmut Bischoff (MZ)                    |  |
| 7       | 1966  | 250 cm3  | Paolo Campanelli (Aermacchi)             |  |
| 7       | 1966  | 350 cm3  | Renzo Pasolini (Aermacchi)               |  |
| 7       | 1966  | 500 cm3  | Silvio Grassetti (Bianchi)               |  |
|         |       |          |                                          |  |
| 8       | 1967  | 50 cm3   | Peter Eser (Honda)                       |  |
| 8       | 1967  | 125 cm3  | László Szabó (MZ)                        |  |
| 8       | 1967  | 250 cm3  | Luigi Taveri (Honda)                     |  |
| 8       | 1967  | 350 cm3  | Silvio Grassetti (Benelli)               |  |
| 8       | 1967  | 500 cm3  | Silvio Grassetti (Benelli)               |  |
|         |       |          |                                          |  |
| 9       | 1968  | 50 cm3   | Rudolf Kunz (Kreidler)                   |  |
| 9       | 1968  | 125 cm3  | László Szabó (MZ)                        |  |
| 9       | 1968  | 250 cm3  | Silvio Grassetti (Benelli)               |  |
| 9       | 1968  | 350 cm3  | Silvio Grassetti (Benelli)               |  |
| 9       | 1968  | 500 cm3  | Giuseppe Mandolini (Moto Guzzi)          |  |

### De 1969 à 1972 (championnat du monde)
| Édition | Année | Classe  | Vainqueur                    | 2e                          | 3e                                              | Meilleur tour en course                         |  |
| ------- | ----- | ------- | ---------------------------- | --------------------------- | ----------------------------------------------- | ----------------------------------------------- |  |
| 10      | 1969  | 50 cm3  | Paul Lodewijkx (Jamathi)     | Ángel Nieto (Derbi)         | Jan de Vries (Van Veen (constructeur)-Kreidler) | Ángel Nieto (Derbi)                             |  |
| 10      | 1969  | 125 cm3 | Dieter Braun (Suzuki)        | Dave Simmonds (Kawasaki)    | Ryszard Mankiewicz (MZ)                         | Dieter Braun (Suzuki)                           |  |
| 10      | 1969  | 250 cm3 | Kel Carruthers (Benelli)     | Gilberto Parlotti (Benelli) | Kent Andersson (Yamaha)                         | Gilberto Parlotti (Benelli)                     |  |
| 10      | 1969  | 350 cm3 | Silvio Grassetti (Jawa)      | Gilberto Milani (Aermacchi) | František Šťastný (Jawa)                        | Silvio Grassetti (Jawa)                         |  |
| 10      | 1969  | 500 cm3 | Godfrey Nash (Norton)        | Franco Trabalzini (Paton)   | Steve Ellis (Linto)                             | Godfrey Nash (Norton)                           |  |
|         |       |         |                              |                             |                                                 |                                                 |  |
| 11      | 1970  | 50 cm3  | Ángel Nieto (Derbi)          | Aalt Toersen (Jamathi)      | Rudolf Kunz (Kreidler)                          | Ángel Nieto (Derbi)                             |  |
| 11      | 1970  | 125 cm3 | Dieter Braun (Suzuki)        | Ángel Nieto (Derbi)         | Angelo Bergamonti (Aermacchi)                   | Ángel Nieto (Derbi)                             |  |
| 11      | 1970  | 250 cm3 | Santiago Herrero (Ossa)      | Kent Andersson (Yamaha)     | Rodney Gould (Yamaha)                           | Kel Carruthers (Yamaha)                         |  |
| 11      | 1970  | 350 cm3 | Giacomo Agostini (MV Agusta) | Kel Carruthers (Benelli)    | Silvio Grassetti (Jawa)                         | Giacomo Agostini (MV Agusta)                    |  |
| 11      | 1970  | 500 cm3 | Giacomo Agostini (MV Agusta) | Ginger Molloy (Kawasaki)    | Roberto Gallina (Paton)                         | Giacomo Agostini (MV Agusta)                    |  |
|         |       |         |                              |                             |                                                 |                                                 |  |
| 12      | 1972  | 50 cm3  | Jan Bruins (Kreidler)        | Ángel Nieto (Derbi)         | Otello Buscherini (Malanca)                     | Jan de Vries (Van Veen (constructeur)-Kreidler) |  |
| 12      | 1972  | 125 cm3 | Kent Andersson (Yamaha)      | Chas Mortimer (Yamaha)      | Harald Bartol (Suzuki)                          | Ángel Nieto (Derbi)                             |  |
| 12      | 1972  | 250 cm3 | Renzo Pasolini (Aermacchi)   | Rodney Gould (Yamaha)       | Kent Andersson (Yamaha)                         | Jarno Saarinen (Yamaha)                         |  |
| 12      | 1972  | 350 cm3 | János Drapál (Yamaha)        | Dieter Braun (Yamaha)       | Phil Read (MV Agusta)                           | Giacomo Agostini (MV Agusta)                    |  |
| 12      | 1972  | 500 cm3 | Alberto Pagani (MV Agusta)   | Chas Mortimer (Yamaha)      | Paul Eickelberg (König)                         | Giacomo Agostini (MV Agusta)                    |  |

### De 1973 à 1977 (championnat du monde)
| Édition | Année | Position | Vainqueur                                          | 2e                              | 3e                               | Pole position                                           | Meilleur tour en course                                 |  |
| ------- | ----- | -------- | -------------------------------------------------- | ------------------------------- | -------------------------------- | ------------------------------------------------------- | ------------------------------------------------------- |  |
| 13      | 1973  | 50 cm3   | Jan de Vries (Van Veen (constructeur)-Kreidler)    | Ulrich Graf (Kreidler)          | Stefan Dörflinger (Kreidler)     | Jan de Vries (Van Veen (constructeur)-Kreidler)         | Jan de Vries (Van Veen (constructeur)-Kreidler)         |  |
| 13      | 1973  | 125 cm3  | Kent Andersson (Yamaha)                            | Chas Mortimer (Yamaha)          | Jos Schurgers (Bridgestone)      | Ángel Nieto (Morbidelli)                                | Kent Andersson (Yamaha)                                 |  |
| 13      | 1973  | 250 cm3  | Dieter Braun (Yamaha)                              | Silvio Grassetti (MZ)           | Roberto Gallina (Yamaha)         | Dieter Braun (Yamaha)                                   | Dieter Braun (Yamaha)                                   |  |
| 13      | 1973  | 350 cm3  | János Drapál (Yamaha)                              | Dieter Braun (Yamaha)           | John Dodds (Yamaha)              | Dieter Braun (Yamaha)                                   | Dieter Braun (Yamaha)                                   |  |
| 13      | 1973  | 500 cm3  | Kim Newcombe (König)                               | Steve Ellis (Yamaha)            | Gianfranco Bonera (Suzuki)       | Kim Newcombe (König)                                    | Kim Newcombe (König)                                    |  |
|         |       |          |                                                    |                                 |                                  |                                                         |                                                         |  |
| 14      | 1974  | 50 cm3   | Henk van Kessel (Van Veen (constructeur)-Kreidler) | Herbert Rittberger (Kreidler)   | Ulrich Graf (Kreidler)           | Julien van Zeebroeck (Van Veen (constructeur)-Kreidler) | Julien van Zeebroeck (Van Veen (constructeur)-Kreidler) |  |
| 14      | 1974  | 125 cm3  | Kent Andersson (Yamaha)                            | Ángel Nieto (Derbi)             | Henk van Kessel (Bridgestone)    | Kent Andersson (Yamaha)                                 | Kent Andersson (Yamaha)                                 |  |
| 14      | 1974  | 250 cm3  | Chas Mortimer (Yamaha)                             | Patrick Pons (Yamaha)           | Dieter Braun (Yamaha)            | Bruno Kneubühler (Yamaha)                               | Chas Mortimer (Yamaha)                                  |  |
| 14      | 1974  | 350 cm3  | Giacomo Agostini (Yamaha)                          | John Dodds (Yamaha)             | Dieter Braun (Yamaha)            | Giacomo Agostini (Yamaha)                               | Giacomo Agostini (Yamaha)                               |  |
|         |       |          |                                                    |                                 |                                  |                                                         |                                                         |  |
| 15      | 1975  | 50 cm3   | Ángel Nieto (Kreidler)                             | Rudolf Kunz (Kreidler)          | Aldo Pero (Kreidler)             | Eugenio Lazzarini (Piovaticci)                          | Ángel Nieto (Kreidler)                                  |  |
| 15      | 1975  | 125 cm3  | Dieter Braun (Morbidelli)                          | Pierluigi Conforti (Morbidelli) | Eugenio Lazzarini (Piovaticci)   | Eugenio Lazzarini (Piovaticci)                          | Dieter Braun (Morbidelli)                               |  |
| 15      | 1975  | 250 cm3  | Dieter Braun (Yamaha)                              | Chas Mortimer (Yamaha)          | Patrick Pons (Yamaha)            | Otello Buscherini (Yamaha)                              | Otello Buscherini (Yamaha)                              |  |
| 15      | 1975  | 350 cm3  | Pentti Korhonen (Yamaha)                           | Otello Buscherini (Yamaha)      | Chas Mortimer (Yamaha)           | Otello Buscherini (Yamaha)                              | Pentti Korhonen (Yamaha)                                |  |
|         |       |          |                                                    |                                 |                                  |                                                         |                                                         |  |
| 16      | 1976  | 50 cm3   | Ulrich Graf (Kreidler)                             | Herbert Rittberger (Kreidler)   | Ángel Nieto (Bultaco)            | Ángel Nieto (Bultaco)                                   | Herbert Rittberger (Kreidler)                           |  |
| 16      | 1976  | 125 cm3  | Pier Paolo Bianchi (Morbidelli)                    | Henk van Kessel (AGV Condor)    | Paolo Pileri (Morbidelli)        | Ángel Nieto (Bultaco)                                   | Ángel Nieto (Bultaco)                                   |  |
| 16      | 1976  | 250 cm3  | Dieter Braun (Yamaha)                              | Tom Herron (Yamaha)             | Olivier Chevallier (Yamaha)      | Takazumi Katayama (Yamaha)                              | Gianfranco Bonera (Harley-Davidson)                     |  |
| 16      | 1976  | 350 cm3  | Olivier Chevallier (Yamaha)                        | Chas Mortimer (Yamaha)          | Takazumi Katayama (Yamaha)       | Tom Herron (Yamaha)                                     | Olivier Chevallier (Yamaha)                             |  |
|         |       |          |                                                    |                                 |                                  |                                                         |                                                         |  |
| 17      | 1977  | 50 cm3   | Ángel Nieto (Bultaco)                              | Ricardo Tormo (Bultaco)         | Patrick Plisson (ABF)            | Ángel Nieto (Bultaco)                                   | Ángel Nieto (Bultaco)                                   |  |
| 17      | 1977  | 125 cm3  | Pier Paolo Bianchi (Morbidelli)                    | Ángel Nieto (Bultaco)           | Maurizio Massimiani (Morbidelli) | Pier Paolo Bianchi (Morbidelli)                         | Pier Paolo Bianchi (Morbidelli)                         |  |
| 17      | 1977  | 250 cm3  | Mario Lega (Morbidelli)                            | Takazumi Katayama (Yamaha)      | Tom Herron (Yamaha)              | Michel Rougerie (Morbidelli)                            | Mario Lega (Morbidelli)                                 |  |
| 17      | 1977  | 350 cm3  | Takazumi Katayama (Yamaha)                         | Jon Ekerold (Yamaha)            | Michel Rougerie (Yamaha)         | John Dodds (Yamaha)                                     | Takazumi Katayama (Yamaha)                              |  |